# Caustic Love
Caustic Love es el tercer álbum de estudio del cantante y compositor escocés Paolo Nutini. Fue publicado el 14 de abril de 2014 por la discográfica Atlantic Records. Después de la salida en 2009 de su segundo álbum, Sunny Side Up, que cosechó éxito de crítica y ventas, Nutini se mantuvo de gira de conciertos durante dos años, y en febrero de 2011 comenzó a escribir y a grabar Caustic Love, que fue coproducido por Dani Castelar.
En el momento de su lanzamiento, Caustic Love fue recibido con comentarios positivos de la crítica, que llegaron a calificarlo como el mejor álbum británico de R&B desde su apogeo en los años setenta. Comercialmente el álbum también consiguió convertirse en un éxito, ya que se estrenó con el número uno en las listas británicas con 109 000 copias vendidas, lo que lo hizo pasar a ser el álbum mejor vendido en la zona ese año. Del mismo modo, fue seleccionado por Apple el 8 de diciembre de 2014 para ser elegido como mejor álbum de 2014 en iTunes.
Antes de que se pusiera a la venta el álbum, se publicó el sencillo "Scream (Funk My Life Up)", tanto como descarga digital el 28 de enero de 2014 como disco físico el 30 de marzo.

## Trasfondo
En mayo de 2009, Paolo Nutini publicó su segundo álbum, Sunny Side Up, que alcanzó el número uno de las listas en Reino Unido y en Irlanda en su primera semana y que contenía los sencillos "Candy", "Coming Up Easy", "Pencil Full of Lead" y "10/10". Sunny Side Up fue certificado cinco veces como disco de platino por la BPI y fue el octavo disco más vendido en Reino Unido en 2009. Después de la gira correspondiente, en diciembre de 2013 Nutini anunció mediante sus cuentas en redes sociales que su nuevo trabajo, que se titularía Caustic Love, sería lanzado en abril de 2014.

## Grabación
En febrero de 2011, Paolo Nutini ya se encontraba de nuevo en el estudio trabajando en material nuevo. Después de la gira de dos años que sucedió a su segundo álbum, Sunny Side Up, se tomó unos meses de descanso de los escenarios y las grabaciones, aunque permaneció escribiendo pequeños fragmentos, tras lo cual se centró en su nuevo trabajo, sobre el que afirmó que "nunca había escrito tanto, pero necesitaba algo de tiempo. Mis composiciones solían venir de sitios distintos. Solía ser más quisquilloso y solía haber más sensibilidad pop en comparación con lo que venía haciendo naturalmente". A esta fase le siguió un tiempo en que Nutini no escribía sino poesía, que le resultaba difícil de transformar en un tema con la estructura estrofa-estribillo-estrofa-estribillo, por lo cual le requería un gran esfuerzo y finalmente no disfrutaba con la composición. La grabación de Caustic Love tuvo lugar en numerosos estudios, ente los que se incluyen Grouse Lodge Studios en Irlanda; RAK Studios, Sarm Studios, Studio 45, The Premises y The Strong Room en Londres; Studio Barxeta en Valencia, España; Sunset Sound en Los Ángeles, EE. UU.; The Old Police Station y Cava Sound en Glasgow y Toy Room Studios en Brighton, Inglaterra.

## Sencillos
"Scream (Funk My Life Up)" fue el primer sencillo de Caustic Love, y fue publicado el 28 de enero de 2014 en formato de descarga digital. Su videoclip, dirigido por Nez, vio la luz en YouTube el 10 de marzo de 2014 y el sencillo en formato físico fue lanzado el 30 de marzo de 2014. El tema alcanzó el puesto número 12 en las listas británicas de sencillos y el puesto número 5 en Escocia, además de colarse en las listas belgas y suizas. 
Aunque no era un sencillo en Países Bajos, el tema "Iron Sky" fue recuperado por la emisora 3FM a principios de 2015 tras el atentado contra Charlie Hebdo en París el 7 de enero de 2015. Aprovechando la coyuntura, se lanzó rápidamente como sencillo y tan sólo una semana más tarde se situó en el puesto número 15 en la lista Mega Top 50 de 3FM.

## Lista de canciones
| N.º | Título                                                | Productor(es)                                                  | Duración |  |
| 1.  | «Scream (Funk My Life Up)»                            | Paolo Nutini, Dani Castelar, Dave Sardy (add.)                 | 3:09     |  |
| 2.  | «Let Me Down Easy» (con fragmentos de Bettye LaVette) | Nutini, Castelar, Rollo Armstrong (add.), Michael Bates (add.) | 3:32     |  |
| 3.  | «Bus Talk» (Interlude)                                | Nutini, Castelar, Armstrong (add.), Bates (add.)               | 1:30     |  |
| 4.  | «One Day»                                             | Nutini, Castelar, Leo Abrahams                                 | 5:06     |  |
| 5.  | «Numpty»                                              | Nutini, Castelar, Abrahams                                     | 3:54     |  |
| 6.  | «Superfly» (Interlude)                                | Nutini, Castelar, Abrahams                                     | 1:13     |  |
| 7.  | «Better Man»                                          | Nutini, Castelar                                               | 5:29     |  |
| 8.  | «Iron Sky»                                            | Nutini, Castelar                                               | 6:13     |  |
| 9.  | «Diana»                                               | Nutini, Castelar                                               | 3:35     |  |
| 10. | «Fashion» (con Janelle Monáe)                         | Nutini, Castelar, Sardy, Abrahams                              | 3:06     |  |
| 11. | «Looking for Something»                               | Nutini, Castelar                                               | 6:21     |  |
| 12. | «Cherry Blossom»                                      | Nutini, Castelar                                               | 6:17     |  |
| 13. | «Someone Like You»                                    | Nutini, Castelar                                               | 2:09     |  |

## Recepción de la crítica
Caustic Love obtuvo críticas positivas de los medios especializados. En Metacritic, donde se indicaban "análisis generalmente favorables", alcanzó una puntuación de 79/100. En un artículo muy positivo, The Independent calificó al álbum como un "éxito incondicional", para después afirmar que podría ser el mejor álbum de R&B en Reino Unido desde el apogeo en los años setenta de Rod Stewart y Joe Cocker."

## Posicionamiento
Caustic Love debutó en el número uno en las listas irlandesas, sobrepasando a Meet the Vamps, de la banda The Vamps por un margen de cinco a uno. En Reino Unido, a fecha de 20 de abril de 2014, había vendido 109 000 copias, lo que lo convertía en el álbum mejor vendido del año, superando a The Power of Love de Sam Bailey, que vendió 72 644 copias en su semana inicial. Este tercer álbum de Nutini se mantuvo en lo alto de la lista británica una semana más, con un total de ventas en ese tiempo de 162 000 copias, e incluso una tercera semana tras alcanzar unas ventas de 198 000 copias.
| Lista (2014–15)                    | Puesto más alto |
| ---------------------------------- | --------------- |
| Australia (ARIA)                   | 6               |
| Austria (Ö3 Austria)               | 13              |
| Bélgica (Ultratop flamenca)        | 13              |
| Bélgica (Ultratop valona)          | 27              |
| Canadá (Billboard Canadian Albums) | 21              |
| Dinamarca (Hitlisten)              | 37              |
| Países Bajos (Album Top 100)       | 3               |
| Francia (SNEP)                     | 34              |
| Alemania (Media Control Charts)    | 15              |
| Hungría (MAHASZ)                   | 2               |
| Irlanda (IRMA)                     | 1               |
| Italia (FIMI)                      | 3               |
| Nueva Zelanda (Recorded Music NZ)  | 5               |
| Escocia (Scottish Albums Chart)    | 1               |
| España (PROMUSICAE)                | 50              |
| Suiza (Schweizer Hitparade)        | 1               |
| Reino Unido (UK Albums Chart)      | 1               |
| Estados Unidos (Billboard 200)     | 31              |

| Lista (2014)                | Posición |
| --------------------------- | -------- |
| Bélgica (Ultratop Flandes)  | 35       |
| Bélgica (Ultratop Valonia)  | 189      |
| Países Bajos (MegaCharts)   | 43       |
| Suiza (Schweizer Hitparade) | 47       |
| Reino Unido (OCC)           | 4        |

## Lanzamientos
| Región         | Fecha                    | Formato              | Discográfica     |
| -------------- | ------------------------ | -------------------- | ---------------- |
| Reino Unido    | 14 de abril de 2014      | CD, descarga digital | Atlantic Records |
| Italia         | 15 de abril de 2014      | CD, descarga digital | Atlantic Records |
| Estados Unidos | 16 de septiembre de 2014 | CD, descarga digital | Atlantic Records |